# (2118) Flagstaff
(2118) Flagstaff es un asteroide perteneciente al cinturón de asteroides, descubierto el 5 de agosto de 1978 por Henry Lee Giclas desde la Estación Anderson Mesa (condado de Coconino, cerca de Flagstaff, Arizona, Estados Unidos).

## Designación y nombre
Designado provisionalmente como 1978 PB. Fue nombrado Flagstaff en homenaje a la ciudad del estado de Arizona Flagstaff.